# شامپاین نرئوس
شامپاین نرئوس (انگلیسی: Nereo Champagne؛ زادهٔ ۲۰ ژانویهٔ ۱۹۸۵) بازیکن فوتبال اهل آرژانتین است که که در باشگاه اسپانیایی رایو ماجاداهوندا در پست دروازه‌بان بازی می‌کند.
شامپاین که در سالتو، بوئنوس آیرس به دنیا آمد، در سال ۲۰۰۱ از باشگاه اسپورت سالتو، باشگاه زادگاهش به مجموعه جوانان سن لورنسو آلماگرو پیوست.